# Jan Bauer (politik)
Jan Bauer (* 27. dubna 1969 Prachatice) je český politik, v letech 2004 až 2013 a opět od roku 2017 poslanec Poslanecké sněmovny za ODS, v letech 2000 až 2004 a opět od roku 2016 zastupitel Jihočeského kraje, v letech 1998 až 2010 a znovu od roku 2022 starosta města Prachatice.

## Profesní a osobní život
Vystudoval gymnázium v Prachaticích (1983–1987). V letech 1987–1993 absolvoval Stavební fakultu, obor ekonomika a řízení, na Českém vysokém učení technickém v Praze. V letech 1993–1994 pracoval v marketingovém oddělení podniku Českobudějovické pozemní stavby. Pak byl v roce 1994 vedoucím marketingového oddělení ve firmě Tiskárny Vimperk a.s. V období let 1994–1997 pracoval jako manažer zodpovědný za oblast zahraničního obchodu se zeměmi Asie v polské dceřiné společnosti prachatické firmy Müller sport s.r.o. (v současnosti Müller sport - Sporrer spol. s r.o.) V letech 1997–1998 byl ekonomem nákupu pro společnost Robert Bosch s.r.o., pobočka České Budějovice.
Jan Bauer je ženatý, má dceru a syna.

## Politická kariéra
Do ODS vstoupil v roce 1996. V roce 1998 byl zvolen za ODS starostou města Prachatice. Už v komunálních volbách roku 1994 kandidoval do zastupitelstva Prachatic, tehdy ještě jako bezpartijní za ODS. Nebyl ovšem zvolen. Do zastupitelstva byl pak jako člen ODS zvolen v komunálních volbách roku 1998, komunálních volbách roku 2002, komunálních volbách roku 2006 a komunálních volbách roku 2010. Profesně se roku 1998 uvádí jako ekonom, v následných volbách coby starosta města. V krajských volbách roku 2000 byl rovněž zvolen do Zastupitelstva Jihočeského kraje za ODS. Byl předsedou finančního výboru Zastupitelstva Jihočeského kraje.
Ve volbách v roce 2002 kandidoval do poslanecké sněmovny za ODS (volební obvod Jihočeský kraj). Nebyl ale zvolen. Do parlamentu usedl nicméně dodatečně jako náhradník v červenci 2004 (když se jeho kolega na vyšším místě jihočeské kandidátní listiny stal europoslancem). Byl členem sněmovního výboru pro evropské záležitosti. Poslanecký mandát obhájil ve volbách v roce 2006. Stal se místopředsedou výboru pro evropské záležitosti a byl členem zahraničního výboru. Opětovně byl poslancem zvolen (jako lídr jihočeské kandidátky) ve volbách v roce 2010. Zastával pak post předsedy výboru pro evropské záležitosti, v letech 2010–2011 byl i členem výboru pro obranu a bezpečnost, zasedal ve výboru organizačním a od března 2011 byl i členem zahraničního výboru. V období květen 2010 – květen 2011 působil ve funkci řadového místopředsedy poslaneckého klubu ODS. 11. května 2011 byl zvolen prvním místopředsedou poslaneckého klubu ODS.
V letech 2003–2004 byl členem Výkonné rady ODS. Je předsedou Oblastního sdružení ODS Prachatice a místopředsedou Regionálního sdružení ODS jižní Čechy.
Některé nevládní organizace a také opozice na prachatické radnici Bauera viní, že v případu Lázní svaté Markéty jednal v příkrém rozporu s výkonem funkce veřejného činitele a město pod jeho vedením nenávratně přišlo o pozemky. V roce 2001 založilo vedení Prachatic po odsouhlasení zastupitelstvem se skupinou podnikatelů (Pavel Mádl a Erik Foltýn, později Ladislav Marek) společnou firmu Léčebné centrum svaté Markéty, a. s., v níž město po vložení osmihektarového pozemku mělo 50% podíl. Ten se postupně navyšováním základního jmění snížil na pouhých 15% a město tak prakticky ztratilo kontrolu, přestože členem představenstva společnosti byl z pozice prachatického starosty také Bauer. Valná hromada společnosti Léčebné centrum sv. Markéty odhlasovala 30. června 2009 vstup nového akcionáře – firmy Rilon, patřící do portfolia lichtenštejnského občana Markuse Haslera, který sehrál významnou roli v tzv. toskánské aféře.
V krajských volbách v roce 2016 byl zvolen zastupitelem Jihočeského kraje za ODS. Ve volbách do Poslanecké sněmovny PČR v roce 2017 byl zvolen poslancem ODS za Jihočeský kraj. V komunálních volbách v roce 2018 obhájil post zastupitele města Prachatice, když vedl kandidátku tamní ODS.
V krajských volbách v roce 2020 obhájil za ODS post zastupitele Jihočeského kraje. Ve volbách do Poslanecké sněmovny PČR v roce 2021 byl z pozice člena ODS lídrem kandidátky koalice SPOLU (tj. ODS, KDU-ČSL a TOP 09) v Jihočeském kraji a obhájil svůj mandát.
V komunálních volbách v roce 2022 obhájil jako lídr kandidátky subjektu „Občanská demokratická strana s podporou TOP 09 a nezávislých kandidátů“ mandát zastupitele Prachatic. Dne 24. října 2022 byl zvolen starostou města Prachatice. V krajských volbách v roce 2024 obhájil jako člen ODS post zastupitele Jihočeského kraje.
Ve volbách do Poslanecké sněmovny PČR v roce 2025 je z pozice člena ODS lídrem koalice SPOLU (tj. ODS, KDU-ČSL a TOP 09) v Jihočeském kraji.